# DTDP-6-dezoksi-L-taloza 4-dehidrogenaza
DTDP-6-dezoksi--taloza 4-dehidrogenaza (EC 1.1.1.134, timidin difosfo-6-dezoksi--talozna dehidrogenaza, -6-dezoksi--talozna dehidrogenaza, -6-dezoksi--talozna dehidrogenaza (4-reduktaza), dTDP-6-dezoksi-L-taloza:+ 4-oksidoreduktaza) je enzim sa sistematskim imenom dTDP-6-dezoksi-beta-L-taloza:+ 4-oksidoreduktaza. Ovaj enzim katalizuje sledeću hemijsku reakciju
dTDP-6-dezoksi-beta-L-taloza + NADP+ {\displaystyle \rightleftharpoons } dTDP-4-dehidro-6-dezoksi-beta-L-manoza + NADPH + H+
Oksidacija na 4-poziciji heksozne grupe se odvija samo dok je supstrat vezan za drugi enzim koji katalizuje epimerizaciju na C-3 i C-5.

## Literatura
- Nicholas C. Price; Lewis Stevens (1999). Fundamentals of Enzymology: The Cell and Molecular Biology of Catalytic Proteins (Third изд.). USA: Oxford University Press. ISBN 019850229X.
- Eric J. Toone (2006). Advances in Enzymology and Related Areas of Molecular Biology, Protein Evolution (Volume 75 изд.). Wiley-Interscience. ISBN 0471205036.
- Branden C; Tooze J. Introduction to Protein Structure. New York, NY: Garland Publishing. ISBN 0-8153-2305-0.
- Irwin H. Segel. Enzyme Kinetics: Behavior and Analysis of Rapid Equilibrium and Steady-State Enzyme Systems (Book 44 изд.). Wiley Classics Library. ISBN 0471303097.

## Spoljašnje veze
- DTDP-6-deoxy-L-talose+4-dehydrogenase+(NADP+) на 